# Vitorino José Pereira Soares
Vitorino José Pereira Soares (Penafiel, 19 de Outubro de 1960) é um bispo católico português, sendo actualmente Bispo auxiliar da Diocese do Porto, exercendo funções desde 2019.

## Biografia
D. Vitorino Soares 19 de Outubro de 1960 nasceu em Penafiel, sendo o mais velho de 5 irmãos. Um dos seus irmãos é também sacerdote, o Padre Avelino Jorge Pereira Soares, Pároco em Rio Tinto.
D. Vitorino Soares foi ordenado presbítero em 14 de Julho de 1985.
Foi nomeado Bispo auxiliar do Porto pelo Papa Francisco a 17 de Julho de 2019, com o título de Bispo Titular de Gisipa. Nomeado Reitor do Seminário de Nossa Senhora da Conceição a 22 de Julho de 2019. A ordenação episcopal decorreu a 29 de Setembro de 2019 na Sé Catedral do Porto, sob a presidência de D. Manuel Linda, Bispo do Porto.